# Championnats d'Europe de patinage artistique 1932
Navigation
Édition précédente Édition suivante
Les championnats d'Europe de patinage artistique 1932 ont lieu ont lieu du 15 au 16 janvier 1932 au Vélodrome d'Hiver de Paris en France.
Pour la première fois, des patineurs français participent à des mondiaux : deux patineurs individuels, deux patineuses individuelles et un couple artistique.
C'est également la première fois dans l'histoire que les trois compétitions masculines, féminines et en couple sont disputées dans la même ville au même moment.

## Qualifications
Les patineurs sont éligibles à l'épreuve s'ils représentent une nation européenne membre de l'Union internationale de patinage (International Skating Union en anglais). Les fédérations nationales sélectionnent leurs patineurs en fonction de leurs propres critères.

## Podiums
| Épreuves                      | Or                          | Argent                        | Bronze                 |
| ----------------------------- | --------------------------- | ----------------------------- | ---------------------- |
| Messieurs résultats détaillés | Karl Schäfer                | Ernst Baier                   | Erich Erdös            |
| Dames résultats détaillés     | Sonja Henie                 | Fritzi Burger                 | Vivi-Anne Hultén       |
| Couples résultats détaillés   | Andrée Joly / Pierre Brunet | Lilly Gaillard / Willy Petter | Idi Papez / Karl Zwack |

## Tableau des médailles
| Rang  | Nation    | Or | Argent | Bronze | Total |
| ----- | --------- | -- | ------ | ------ | ----- |
| 1     | Autriche  | 1  | 2      | 2      | 5     |
| 2     | France    | 1  | 0      | 0      | 1     |
| 2     | Norvège   | 1  | 0      | 0      | 1     |
| 4     | Allemagne | 0  | 1      | 0      | 1     |
| 5     | Suède     | 0  | 0      | 1      | 1     |
| Total | Total     | 3  | 3      | 3      | 9     |

## Détails des compétitions

### Messieurs
| Rang | Nom             | Nation    | Places | Points | Fig. impo. | Prog. libre |
| ---- | --------------- | --------- | ------ | ------ | ---------- | ----------- |
| 1    | Karl Schäfer    | Autriche  |        |        | 1          | 1           |
| 2    | Ernst Baier     | Allemagne |        |        |            |             |
| 3    | Erich Erdös     | Autriche  |        |        |            |             |
| 4    | Hugo Distler    | Autriche  |        |        |            |             |
| 5    | Otto Hartmann   | Autriche  |        |        |            |             |
| 6    | Jean Henrion    | France    |        |        |            |             |
| 7    | Georges Torchon | France    |        |        |            |             |

### Dames
| Rang | Nom                    | Nation      | Places | Points | Fig. impo. | Prog. libre |
| ---- | ---------------------- | ----------- | ------ | ------ | ---------- | ----------- |
| 1    | Sonja Henie            | Norvège     |        |        | 1          |             |
| 2    | Fritzi Burger          | Autriche    |        |        |            |             |
| 3    | Vivi-Anne Hultén       | Suède       |        |        |            |             |
| 4    | Hilde Holovsky         | Autriche    |        |        |            |             |
| 5    | Liselotte Landbeck     | Autriche    |        |        |            |             |
| 6    | Yvonne de Ligne-Geurts | Belgique    |        |        |            |             |
| 7    | Joan Dix               | Royaume-Uni |        |        |            |             |
| 8    | Gaby Clericetti        | France      |        |        |            |             |
| 9    | Reneé Volpato          | Italie      |        |        |            |             |
| 10   | Jacqueline Vaudecrane  | France      |        |        |            |             |

### Couples
| Rang | Nom                           | Nation      | Places | Points |
| ---- | ----------------------------- | ----------- | ------ | ------ |
| 1    | Andrée Joly / Pierre Brunet   | France      |        |        |
| 2    | Lilly Gaillard / Willy Petter | Autriche    |        |        |
| 3    | Idi Papez / Karl Zwack        | Autriche    |        |        |
| 4    | Ms. Lavender / Ord MacKenzie  | Royaume-Uni |        |        |